# Software Arts
Software Arts was een softwarebedrijf, opgericht door Dan Bricklin en Bob Frankston in 1979 om VisiCalc te ontwikkelen. VisiCalc werd wel uitgegeven door een afzonderlijk bedrijf, namelijk Personal Software Inc. (later hernoemd tot VisiCorp). Het bedrijf was gelokaliseerd in Cambridge, Massachusetts en Newton, Massachusetts.
Software Arts ontwikkelde ook TK/Solver, een systeem om numerieke vergelijkingen op te lossen.
In 1985 werd Software Arts overgenomen door Lotus.